# Lari (Caylloma)
Lari es una localidad peruana ubicada en la región Arequipa, provincia de Caylloma, distrito de Lari. Se encuentra a una altitud de 3358 m s. n. m. Tiene una población de 1044 habitantes en 1993.
El ciudad de Lari fue declarado monumento histórico del Perú el 30 de junio de 1986 mediante el RALN' 329-86-ED.

## Clima
| Parámetros climáticos promedio de Lari | Parámetros climáticos promedio de Lari | Parámetros climáticos promedio de Lari | Parámetros climáticos promedio de Lari | Parámetros climáticos promedio de Lari | Parámetros climáticos promedio de Lari | Parámetros climáticos promedio de Lari | Parámetros climáticos promedio de Lari | Parámetros climáticos promedio de Lari | Parámetros climáticos promedio de Lari | Parámetros climáticos promedio de Lari | Parámetros climáticos promedio de Lari | Parámetros climáticos promedio de Lari | Parámetros climáticos promedio de Lari |
| Mes                                    | Ene.                                   | Feb.                                   | Mar.                                   | Abr.                                   | May.                                   | Jun.                                   | Jul.                                   | Ago.                                   | Sep.                                   | Oct.                                   | Nov.                                   | Dic.                                   | Anual                                  |
| -------------------------------------- | -------------------------------------- | -------------------------------------- | -------------------------------------- | -------------------------------------- | -------------------------------------- | -------------------------------------- | -------------------------------------- | -------------------------------------- | -------------------------------------- | -------------------------------------- | -------------------------------------- | -------------------------------------- | -------------------------------------- |
| Temp. media (°C)                       | 12                                     | 12                                     | 11.7                                   | 11                                     | 9.8                                    | 9.1                                    | 8                                      | 8.4                                    | 10                                     | 11                                     | 11.4                                   | 11.9                                   | 10.5                                   |
| Temp. mín. media (°C)                  | 4.7                                    | 5                                      | 4.7                                    | 2.8                                    | 0.4                                    | -0.5                                   | -2.3                                   | -2.3                                   | 0.2                                    | 1.1                                    | 1.9                                    | 3.7                                    | 1.6                                    |
| Fuente: climate-data                   |                                        |                                        |                                        |                                        |                                        |                                        |                                        |                                        |                                        |                                        |                                        |                                        |                                        |